# Элва (волость)
Э́лва (эст. Elva vald) — волость в Эстонии в составе уезда Тартумаа. Образована в 2017 году. Административный центр — город Элва.

## География

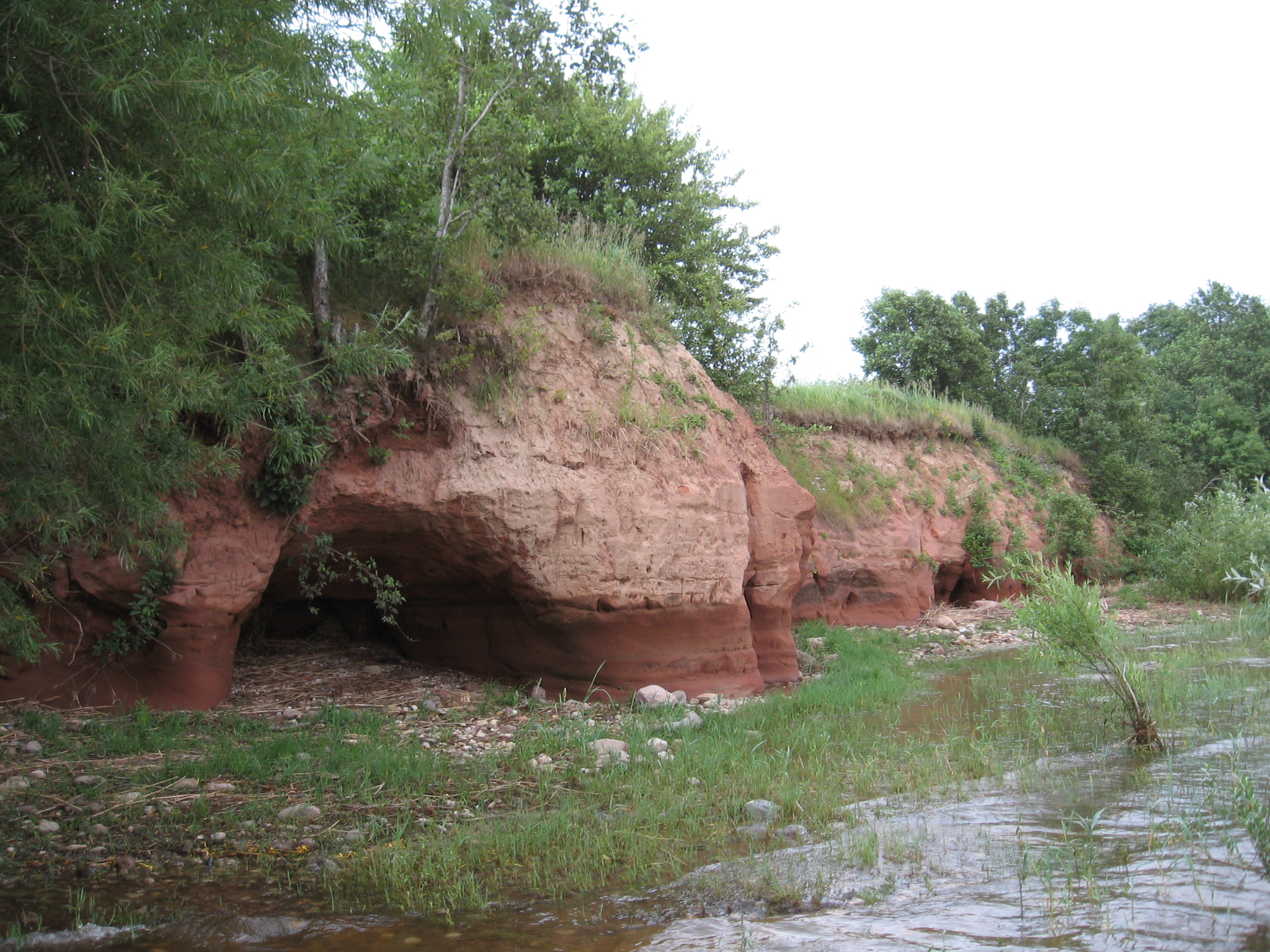
Обнажение девонского периода в волости Элва

Расположена в южной части Эстонии. Граничит с муниципалитетом Тарту и волостями Тарту, Ныо, Отепя, Тырва и Вильянди. На западе граница волости проходит по озеру Выртсъярв.
По данным Регистра окружающей среды за 2018 год, на территории волости полностью или частично находятся 4 природных парка: Элва, Эрумяэ, Канахауа и Отепя (небольшая часть в деревне Астувере); 11 природоохранных зон и 4 заповедника: Алам-Педья, Кеэри-Кариярве, Конгута и Соонтага. 83 % территории волости занимают поля и лесные угодья.
Площадь волости — 732,02 км², плотность населения на 1 января 2024 года составила 20,4 чел./км².

## История
Волость Элва была основана в 2017 году в результате административно-территориальной реформы путём слияния города Элва, волостей Конгута, Пухья, Ранну, Рынгу и частично волостей Палупера и Пука. Часть волостей Палупера и Пука были объединены с волостью Отепя. Административный центр волости Элва — город Элва.

## Символика
Герб: в центре синего геральдического щита изображена серебряная продублированная тренога.

Флаг: в центре синего полотнища серебряная продублированная тренога. Соотношение ширины и длины флага 7:11, нормальный размер 105×165 см.
Одна тренога символизирует прошлое жителей волости, вторая — его будущее. Переплетённые вместе, они символизируют настоящее. Тренога является символом течения времени, а также символом солнца и счастья. Шесть концов переплетённых треног символизируют шесть объединившихся регионов, их людей, ценности и лучшие качества. Синий цвет отсылает к богатству водоёмами и миру. Серебряный цвет символизирует чистую природу и мудрость. Символика принята 26 марта 2018 года.

## Населённые пункты
В составе волости один город, 6 посёлков и 78 деревень.

Город: Элва.

Посёлки: Курекюла, Кяэрди, Пухья, Ранну, Рынгу, Улила.

Деревни: Аакре, Анникору, Ауствере, Атра, Валгута, Валлапалу, Вахессааре, Вехенди, Веллавере, Вереви, Вихаву, Выллинге, Высивере, Вяйке-Ракке, Каарлиярве, Кайми, Калме, Капста, Кариярве, Кипасту, Кирепи, Кобилу, Конгута, Коопси, Корусте, Кулли, Курелаане, Кыдукюлаa, Кяо, Кюлаасеме, Лапетукме, Лембевере, Лиллекюла, Лоссимяэ, Маяла, Метсалаане, Мыйзанурме, Мяэлоога, Мяэотса, Мяэселья, Мяльги, Насья, Неэмискюла, Ноорма, Паю, Паламусте, Палупера, Палупыхья, Пастаку, Педасте, Пийганди, Пооле, Порикюла, Пуртси, Пёэритса, Пюхасте, Райгасте, Раннакюла, Ребасте, Ридакюла, Рямси, Сааре, Сангла, Сууре-Ракке, Тамме, Таммисте, Теэдла, Тейлма, Тилга, Тянассилма, Удерна, Урми, Утуколга, Хелленурме, Хярьанурме, Эрву, Ярвакюла, Ярвекюла.

## Демография по данным Регистра народонаселения
По данным Регистра народонаселения, который ведёт Министерство внутренних дел Эстонии, за период 2012—2017 годов численность населения в составивших новую волостях муниципалитетах сократилась на 393 человека или на 2,6 %. Причинами этого были как негативное сальдо миграции, так и негативный естественный прирост населения.
По состоянию на 1 января 2017 число жителей волости составляло 14 478 человек, и, согласно базовому сценарию, учитывающему имеющийся потенциал народонаселения, но не берущему в расчёт миграцию, к 2030 году оно уменьшится до 13 469. По вероятностному сценарию, учитывающему имеющиеся тенденции миграции, рождаемости и ожидаемой продолжительности жизни, в 2030 году в волости Элва будет проживать 12 194 человек. Согласно оптимистическому сценарию, предполагающему увеличение рождаемости и положительное сальдо миграции, в 2030 году в волости будет 14 700 жителей. В случае пессимистического сценария, учитывающего сильное старение населения и отъезд молодёжи, в 2030 году в волости будет только 10 525 жителей.
Численность трудоспособного населения волости снижается согласно всем четырём сценариям, а удельный вес лиц пенсионного возраста растёт. Исходя из этого будет уменьшаться налоговая база и увеличиваться нагрузка на социальную систему.
Безработица в волости в годы после экономического кризиса 2008 года сохраняется на уровне 2,26-3,13 %, что меньше среднего показателя по Эстонии.

## Статистика

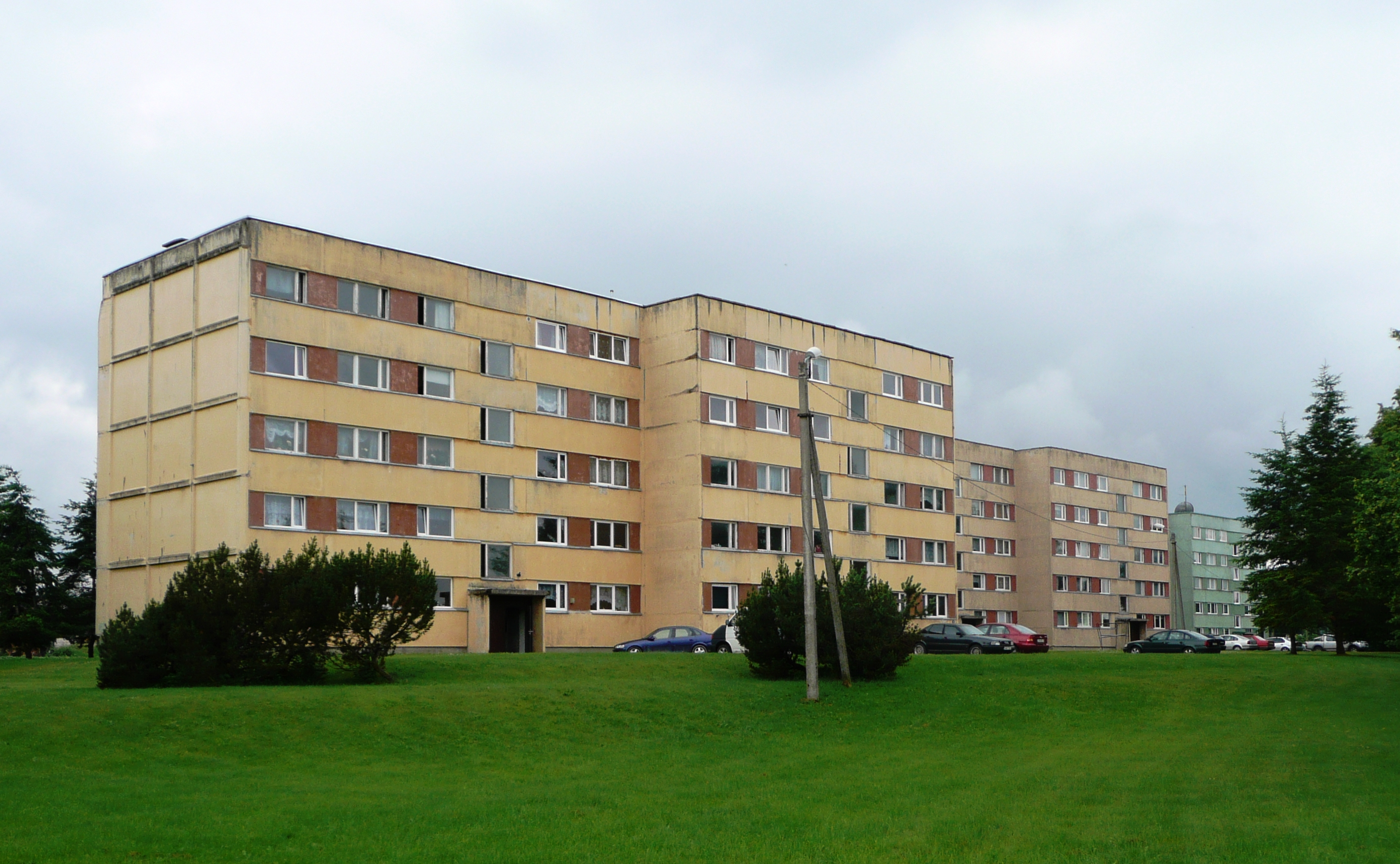
Многоквартирные дома в посёлке Ранну

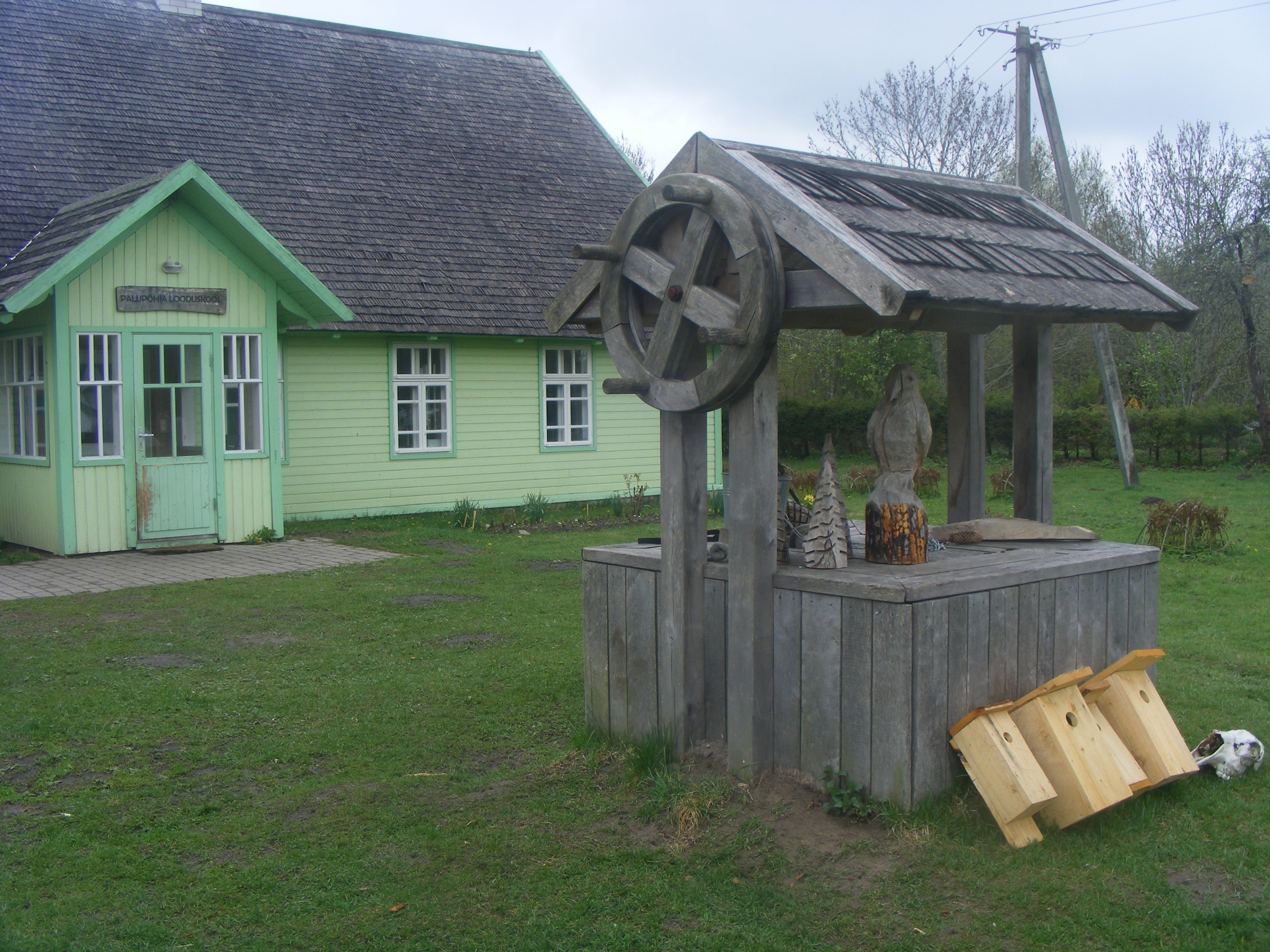
Школа природы в Алам-Педья

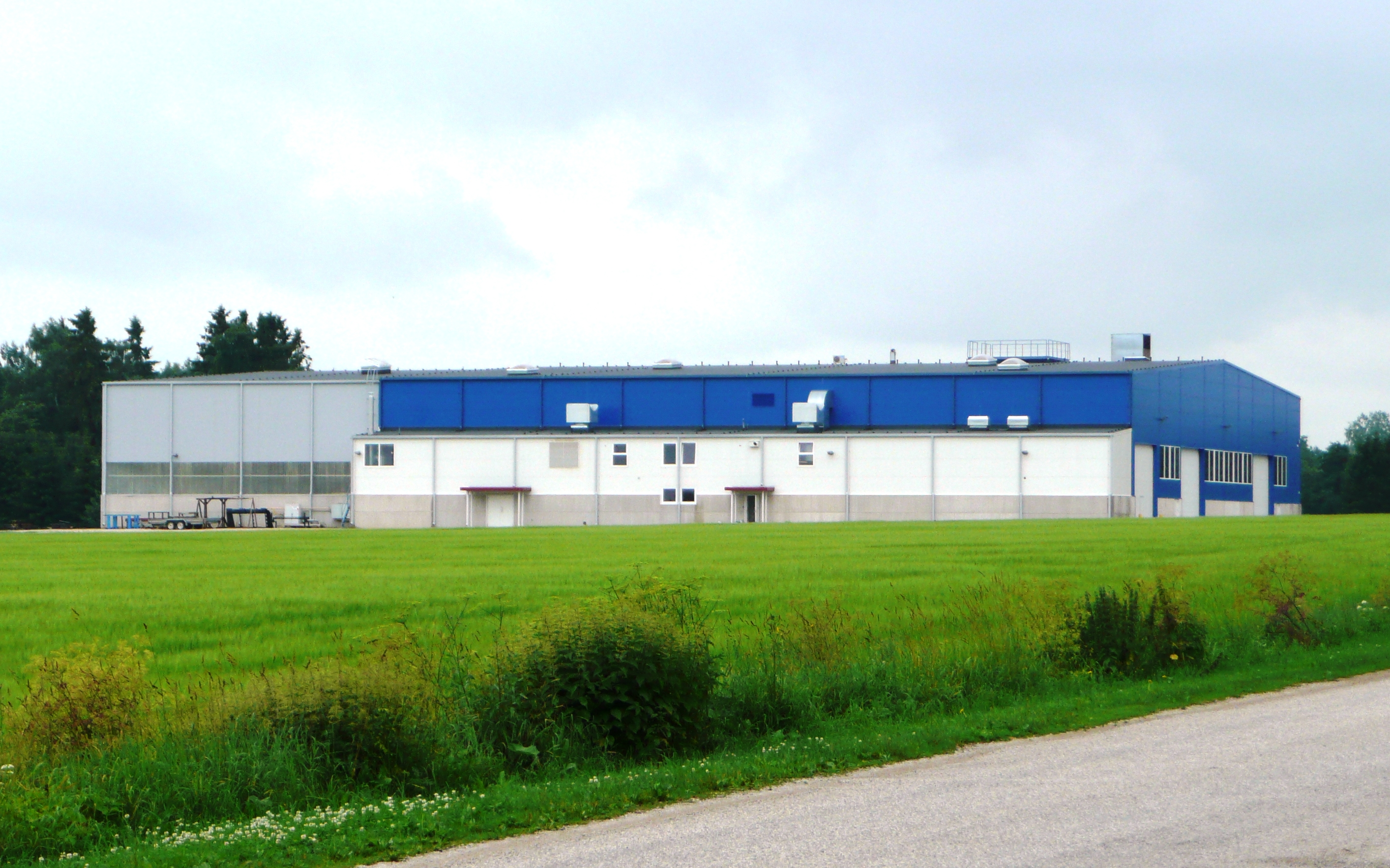
Промышленное здание в Ранну

Данные Департамента статистики о волости Элва:
Число жителей на 1 января каждого года:
| Год  | 2016   | 2017     | 2018     | 2019     | 2020     | 2021     | 2022     | 2023     | 2024     |
| ---- | ------ | -------- | -------- | -------- | -------- | -------- | -------- | -------- | -------- |
| Чел. | 14 650 | ↘ 14 478 | ↘ 14 418 | ↗ 14 494 | ↗ 14 630 | ↘ 14 597 | ↗ 14 706 | ↗ 14 863 | ↗ 14 919 |

Число рождений (живорождённых):
| Год  | 2015 | 2016  | 2017  | 2018  | 2019  | 2020  | 2021  | 2022  | 2023  |
| ---- | ---- | ----- | ----- | ----- | ----- | ----- | ----- | ----- | ----- |
| Чел. | 163  | ↘ 154 | ↘ 153 | ↗ 176 | ↘ 157 | ↗ 163 | ↗ 175 | ↘ 150 | ↘ 119 |

Число умерших:
| Год  | 2015 | 2016  | 2017  | 2018  | 2019  | 2020  | 2021  | 2022  | 2023  |
| ---- | ---- | ----- | ----- | ----- | ----- | ----- | ----- | ----- | ----- |
| Чел. | 206  | ↗ 208 | ↘ 204 | ↗ 207 | ↘ 185 | ↗ 189 | ↗ 251 | ↘ 239 | ↗ 240 |

Зарегистрированные безработные:
| Год  | 2016 | 2017 | 2018 | 2019 | 2020 | 2021 | 2022 | 2023 |
| ---- | ---- | ---- | ---- | ---- | ---- | ---- | ---- | ---- |
| Чел. | 223  | 280  | 304  | 323  | 357  | 485  | 413  | 472  |

*2015—2019 годы — среднегодовое число, с 2020 года — на 1 января.
Средняя брутто-зарплата работника:
| Год  | 2016 | 2017   | 2018   | 2019   | 2020   | 2021   | 2022   |
| ---- | ---- | ------ | ------ | ------ | ------ | ------ | ------ |
| Евро | 1003 | ↗ 1066 | ↗ 1127 | ↗ 1205 | ↗ 1255 | ↗ 1333 | ↗ 1450 |

В 2019 году волость Элва стояла на 34 месте по величине средней брутто-зарплаты работника среди 79 муниципалитетов Эстонии.
Число учеников в школах:
| Год  | 2015 | 2016   | 2017   | 2018   | 2019   | 2020   | 2021   | 2022   | 2023   | 2024   |
| ---- | ---- | ------ | ------ | ------ | ------ | ------ | ------ | ------ | ------ | ------ |
| Чел. | 1479 | ↘ 1470 | ↘ 1551 | ↘ 1621 | ↗ 1626 | ↗ 1661 | ↗ 1679 | ↗ 1774 | ↗ 1810 | ↘ 1806 |

## Инфраструктура

### Образование
По состоянию на 2020 год в волости работало 9 учреждений, дающих дошкольное образование: 2 детских сада в городе Элва, детсады в Пухья, Ранну, Рынгу (с отделением в Хеленурме), детсад при школе Конгута в деревне Анникору, начальная школа-детсад Аакре, начальная школа-детсад Валгута, частный детсад Ярве в городе Элва. В Элва также есть 4 учреждения, предлагающие услуги дневного ухода за детьми.
Общеобразовательные услуги предоставляют 9 учебных заведений: гимназия Элва, школа Конгута в деревне Анникору, основная школа Палупера, школа Пухья, школа Ранну, средняя школа Рынгу, основная школа-детсад Аакре, основная школа-детсад Валгута, школа Пеэду в Элва (отделение Тартуской частной школы TERA).

### Медицина и социальное обеспечение
По состоянию на 2020 год медицинскую помощь первого уровня в волости оказывали 8 центров семейных врачей, из них 5 — в городе Элва и по одному в посёлках Рынгу, Пухья и в деревне Валлапалу. Стоматологические кабинеты работают в Элва, Ранну, Рынгу и Пухья.
Услуги врачей-специалистов и стационарное лечение можно получить в больнице Элва. Услуги социального обеспечения и ухода за престарелыми и инвалидами предоставляют 4 учреждения. Работает 6 Дневных центров для пенсионеров и инвалидов, а также дневные центры для людей с психическими отклонениями.
Работает 7 аптек.

### Культура, досуг и спорт
В волости работают 13 библиотек.

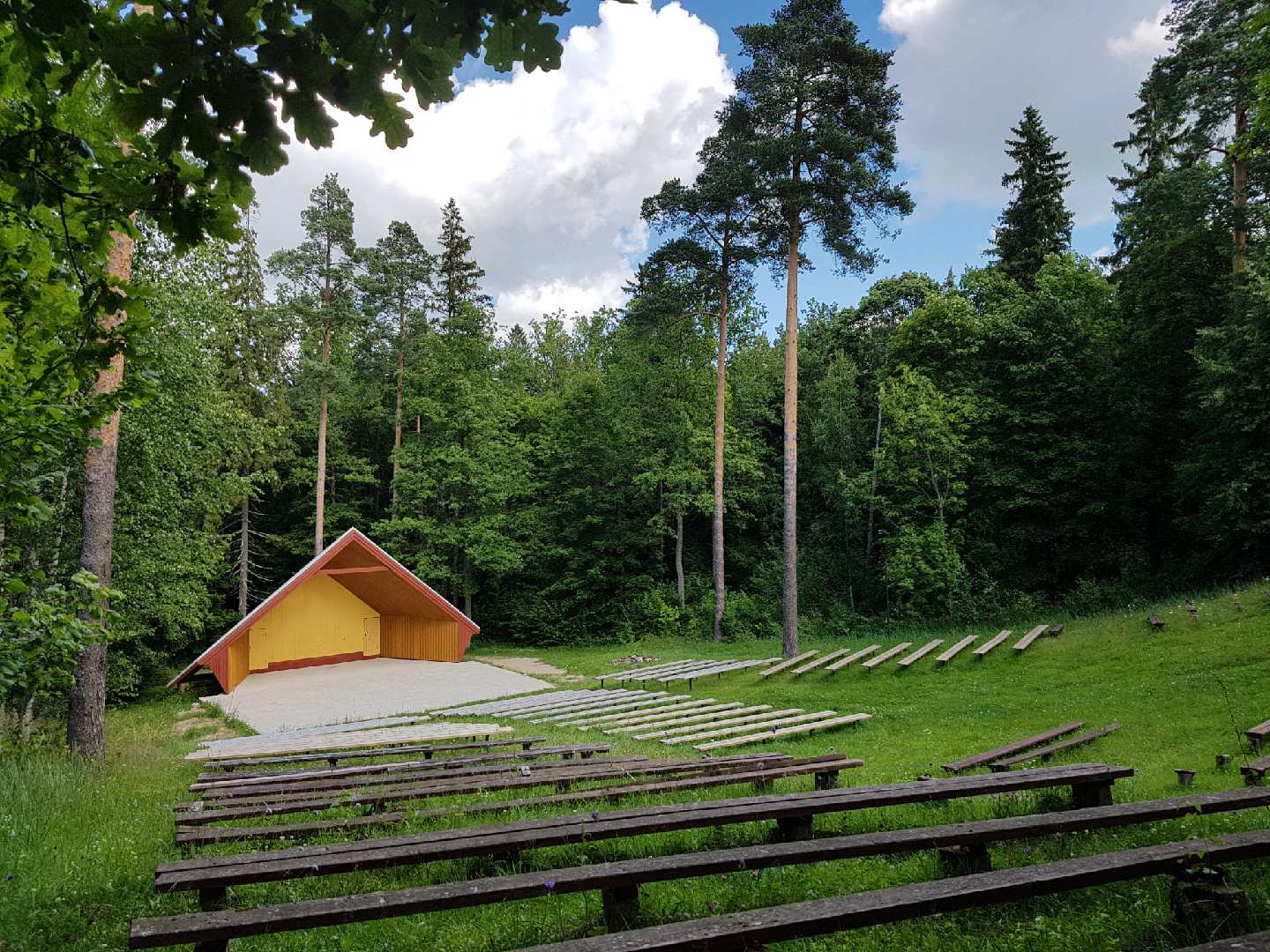
Певческая эстрада в посёлке Рынгу

Волостные учреждения культуры: Культурый центр Элва, Народный дом Ранну, Народный дом Рынгу, Общинный дом Валгута в деревне Лапетукме, Общинный дом Пухья, Народный дом Конгута в деревне Анникору, Народный дом Аакре, Дом сельской культуры Хелленурме. В волости насчитывается 7 различных хоров, 9 вокально-музыкальных ансамблей, ансамбль гитаристов, биг-бэнд, капелла, 26 различных танцевальных групп и кружков, 2 любительских театра, один театральный кружок и другие коллективы.
Жители волости могут посещать 42 спортивных объекта. Действует 13 спортклубов, и есть возможность заниматься различными спортивными дисциплинами: баскетбол, волейбол, футбол, бадминтон, дзюдо, художественная гимнастика, спортивная стрельба, велосипедный спорт, лыжный спорт, теннис, лёгкая атлетика, спортивный бальный танец, диск-гольф.
В каждом месяце года проводятся традиционные мероприятия, среди них: Новогодний концерт в январе, Зимний фестиваль народного танца и Волостные шахматные игры в феврале, Праздник восточного танца и Песенный конкурс в апреле, День велосипеда в мае, День кафе и Элваский велосипедный марафон в июле, Элваский триатлон в августе, День рукоделия в октябре, Праздник работников культуры в ноябре и многое другое.

### Транспорт и жилая среда
Сильной стороной волости является наличие хорошей сети транспортного сообщения с Тарту (шоссе Йыхви—Тарту—Валга и железнодорожная линия Таллин—Тарту—Элва—Валга) и с Вильянди (шоссе Тарту—Вильянди—Килинги-Нымме). По состоянию на начало 2019 года 61 % волостных дорог имели щебёночное покрытие, 21 % — твёрдое покрытие и 18 % — другие типы покрытий. Возможность использования железнодорожного транспорта имеется в Элва, Пеэду и Палупера, откуда можно доехать до Тарту и Валга. В городе Элва есть таксо-автобус и предлагаются услуги такси. В волости есть школьный автотранспорт, в регионе Пухья курсирует детсадовский автобус.
По данным переписи жилых помещений 2011 года на территории волости:
- насчитывалось 5782 жилых помещений общей площадью 47 681 м²;
- 26,5 % всех жилых помещений составляло жильё в многоквартирных домах, 68,9 % — дома на одну семью и 4,4 % — прочие малые жилища (парные и рядные дома);
- на одного жителя волости приходилось 30,2 м2 жилой площади;
- 19 % жилого фонда — это были помещения, возведённые в период 1971—1980 годов, и только 7 % — построенные после 1991 года[6].

Системы центрального водоснабжения и канализации имеются в городе Элва, во всех посёлках волости и в деревнях Аакре, Анникору, Палупера, Рынгу, Рямси и Хелленурме. Системы центрального отопления есть в городе Элва и в посёлке Пухья.
По данным Департамента полиции за 2015 год, уровень преступности во всех муниципалитетах, образовавших новую волость, был ниже среднего по Эстонии. Для поддержания правопорядка в волости устанавливаются камеры видеонаблюдения.

## Экономика
68 % работников волости, занятых в сфере предпринимательства, трудятся в обрабатывающей промышленности. На рынок труда и рынок рабочей силы в волости оказывает большое влияние близость центра уезда и всей Южной Эстонии — города Тарту.
Крупнейшие работодатели волости по состоянию на 31 марта 2020 года:

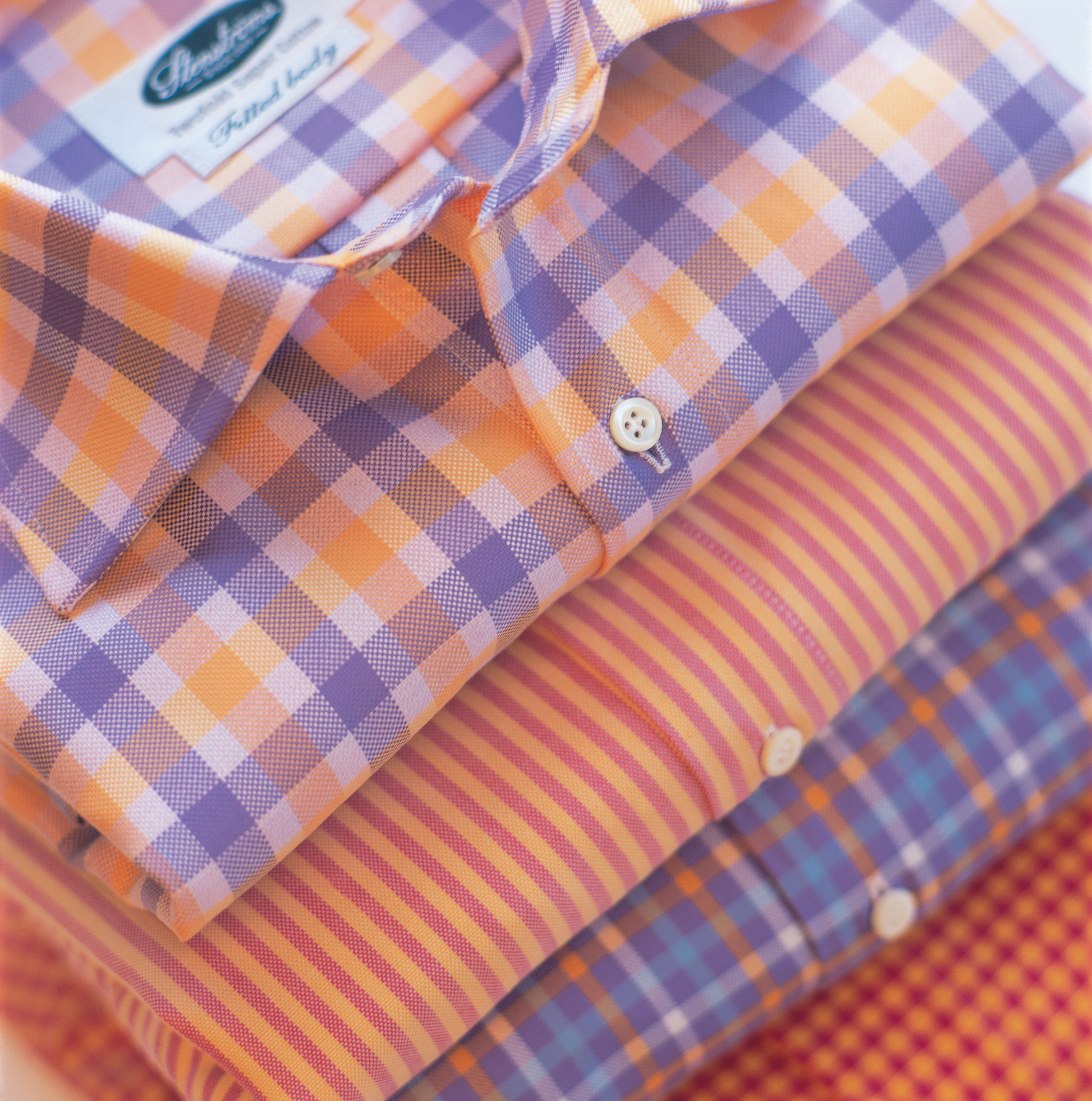
Рубашки торговой марки «Stenströms»

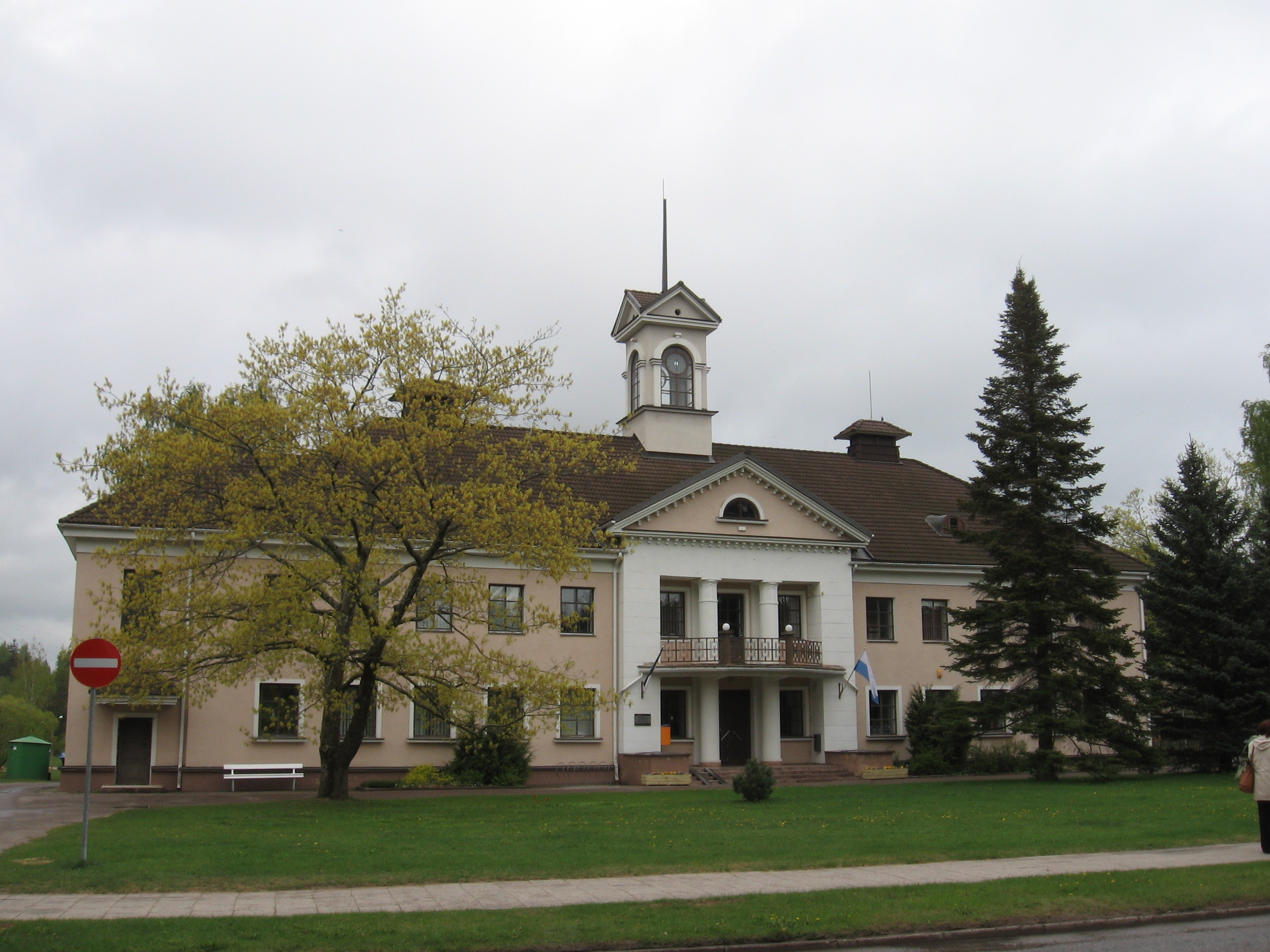
Волостная управа Элва

| Предприятие/организация              | Вид деятельности                                                                       | Численность работников |
| ------------------------------------ | -------------------------------------------------------------------------------------- | ---------------------- |
| Enics Eesti AS                       | Производство печатных плат                                                             | 815                    |
| Saint-Gobain Glass Estonia SE        | Производство кирпича, черепицы и прочих строительных изделий из обожжённой глины       | 317                    |
| Elva Tarbijate Ühistu                | Розничная торговля в неспециализированных магазинах преимущественно продуктами питания | 271                    |
| Lõuna-Eesti Hooldekeskus AS          | Деятельность по уходу за престарелыми и инвалидами                                     | 270                    |
| Promens AS                           | Производство пластмассовых изделий                                                     | 241                    |
| Elva Vallavalitsus                   | Волостная управа; орган государственного управления                                    | 178                    |
| Estover Piimatööstus OÜ              | Производство сыра и творога                                                            | 172                    |
| Sihtasutus Elva Haigla TM            | Специализированная врачебная практика; оказание сестринской помощи                     | 123                    |
| Elva Gümnaasium                      | Гимназия                                                                               | 114                    |
| Marepleks OÜ                         | Производство строительных материалов из стекла                                         | 103                    |
| Stenströms Skjotfabrik Eesti OÜ      | Производство нижнего белья, в том числе футболок, рубашек, халатов и пр.               | 86                     |
| Sihtasutus Elva Laste- ja Perekeskus | Деятельность попечительских учреждений, оказывающих услугу заместительного ухода       | 74                     |
| Rõngu Pagar OÜ                       | Производство хлебобулочных изделий                                                     | 64                     |
| Elva Lasteaed Õnneseen               | Детский сад                                                                            | 48                     |

## Достопримечательности
Памятники культуры:

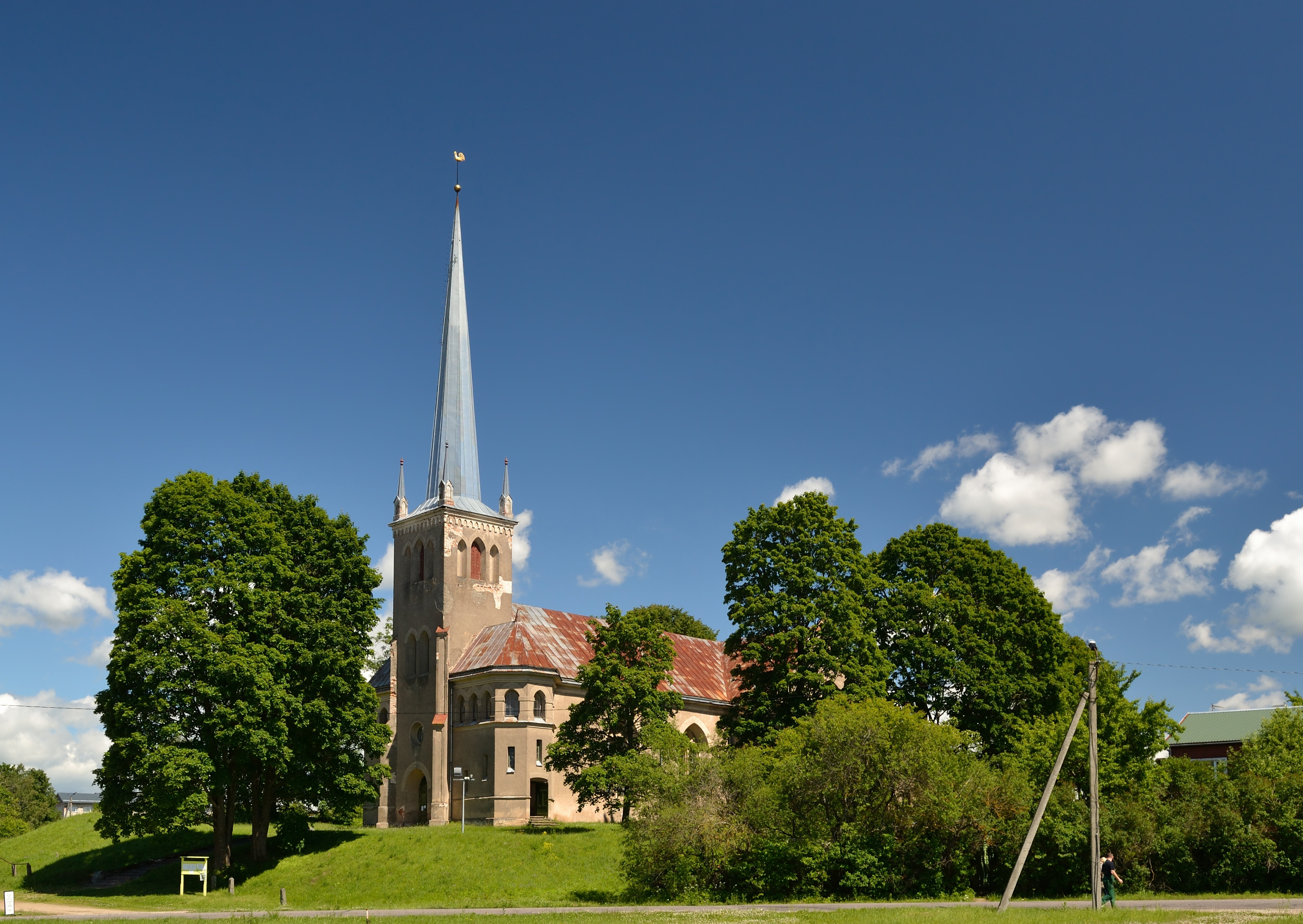
Церковь Архангела Михаила

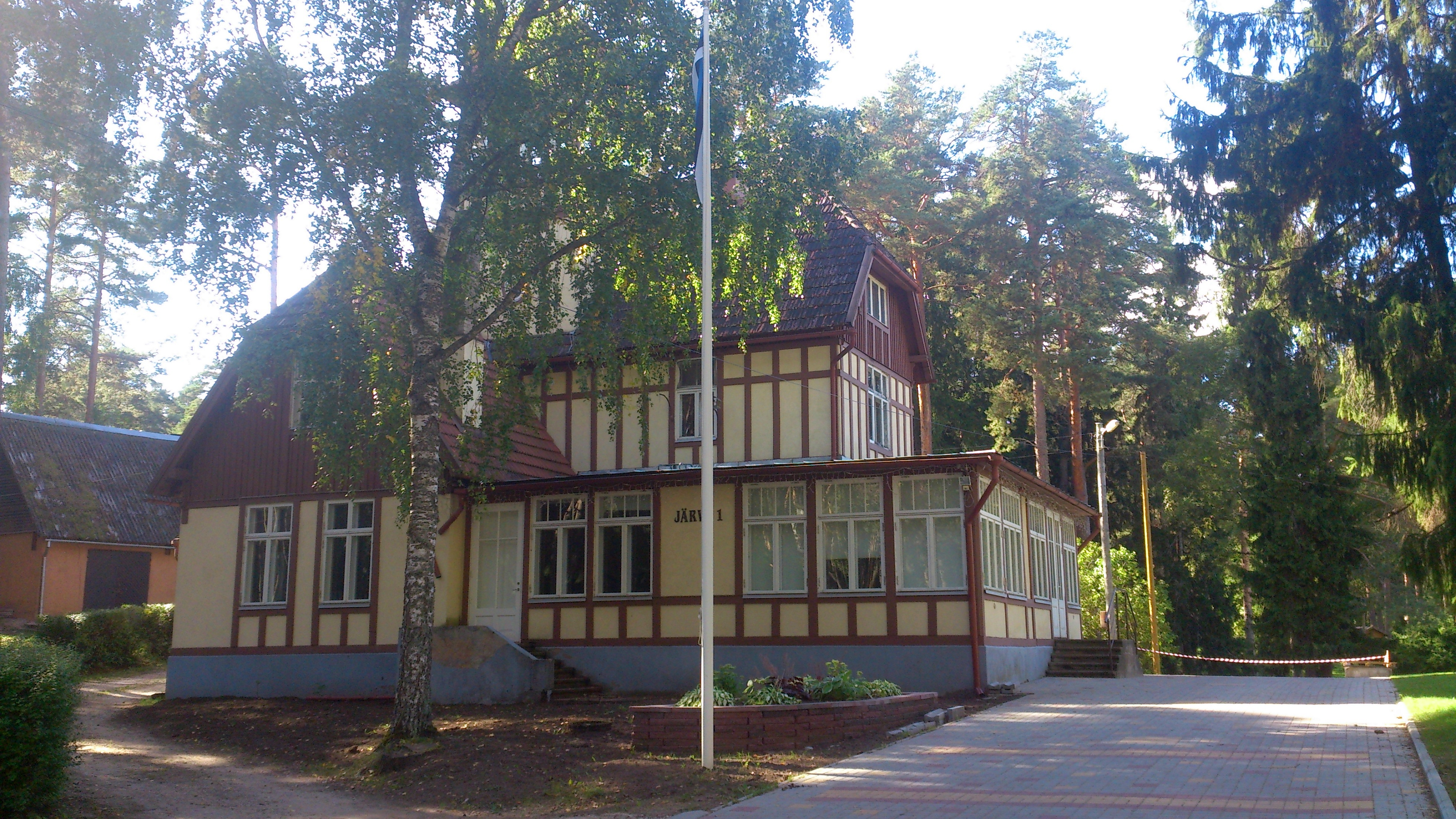
Дача профессора В. А. Афанасьева

- лютеранская церковь Архангела Михаила в Рынгу, впервые упомянута в 1413 году. Была разрушена во время Ливонской и Северной войн до стен. Капитально реконструирована в 1900 году по проекту архитектора Рудольфа фон Энгельгардта[эст.][35];
- лютеранская церковь святого Мартина в Ранну, построена предположительно в первой половине 15-го столетия, неоднократно подвергалась разрушениям и перестраивалась[36];
- мыза Паллопер (Палупера), первые сведения относятся к 1486 году. Представительное деревянное главное здание возведено в конце XVIII — начале XIX столетия, двухэтажные крылья и трёхэтажная смотровая башня пристроены во второй половине XIX столетия. С 1920-х годов в здании работает школа[37];
- мыза Уддерн (Удерна), первые сведения относятся к 1486 году, когда она принадлежала семейству Удернов (Udern). Сменила множество хозяев. Главное здание (господский дом) мызы в стиле неоклассицизма получило свой нынешний вид в последней четверти XIX столетия. После национализации в 1921 году в здании работала летняя дача Тартуской больничной кассы для работников-печатников, затем — дом инвалидов, с 1959 года — больница. В настоящее время на мызе работает дом по уходу[38];
- дача врача, профессора В. А. Афанасьева, построена в 1905—1908 годах, с 1947 года в здании работает детский дом[39].

Другие достопримечательности:
- православная церковь входа Господня в Иерусалим. Здание из бутового камня и красного кирпича было построено за два года (1899—1901);
- мельница-музей в Хелленурме, построена Миддендорфами в 1880 году. До сих пор работающие машины произведены в основном в 1920-х годах, когда их купил прапрадедушка нынешней хозяйки мельницы. Здесь демонстрируется полный процесс получения муки, манны и круп, а также выпечки ржаного хлеба в печи[40].
- туристическая тропа «Маленькая Вяэрада», протяжённость 3 километра. Оформлена деревянными скульптурами, изображающими сказочных эстонских героев. По легенде, в окружающем её лесу царит особая атмосфера, оказывающая благоприятное воздействие на здоровье человека[41].

## Галерея

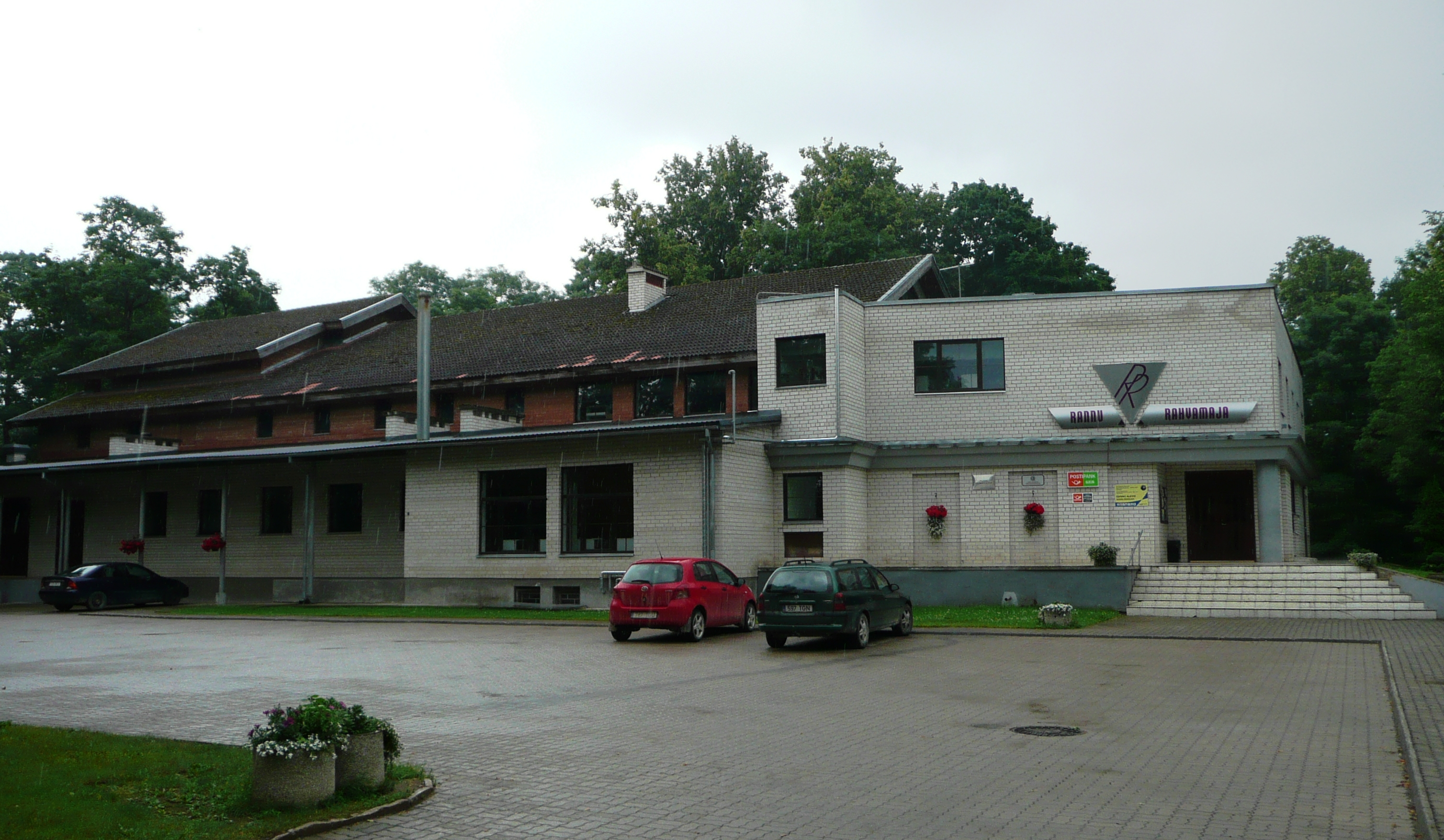
Народный дом Ранну
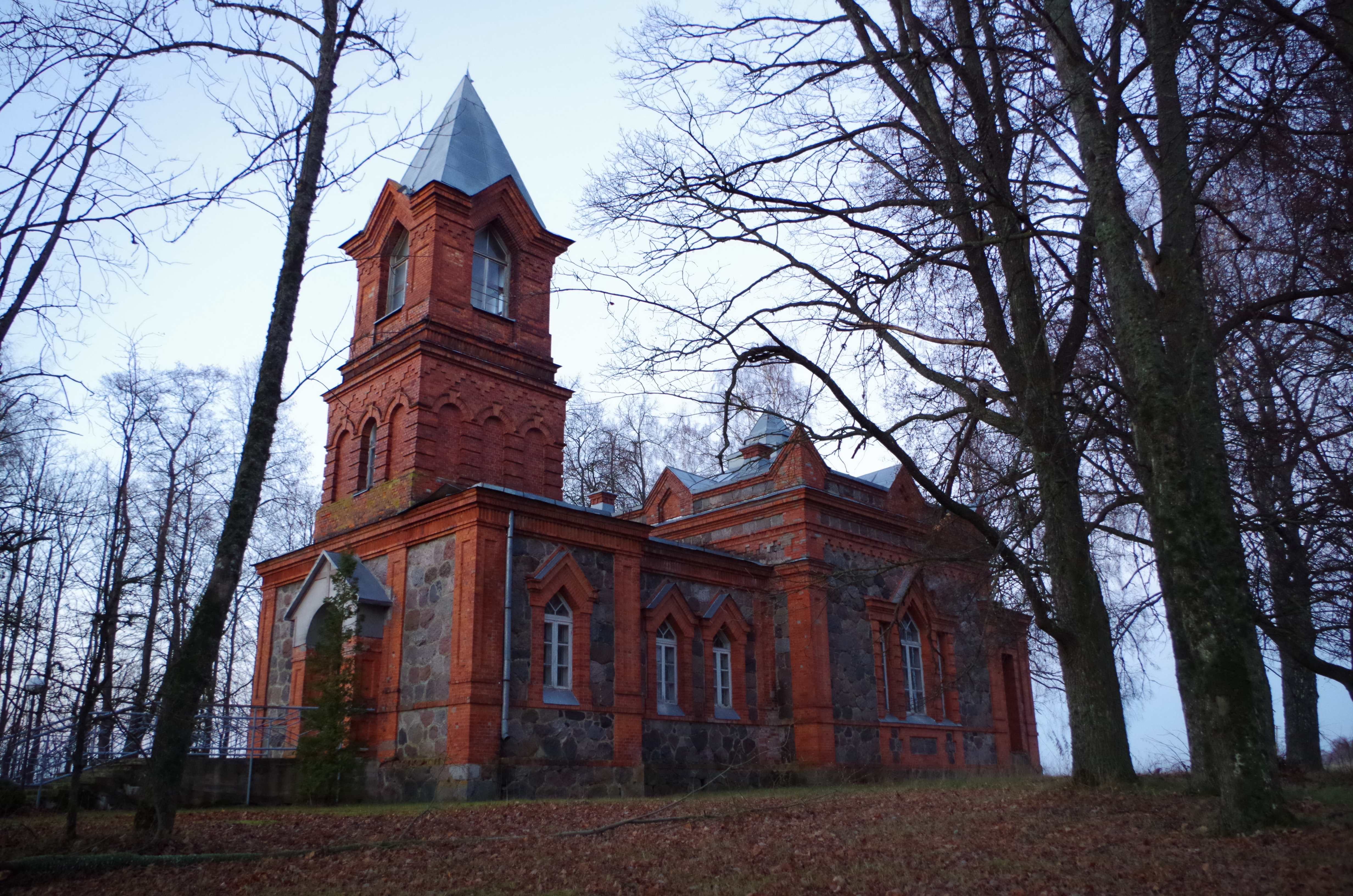
Православная церковь Ранну
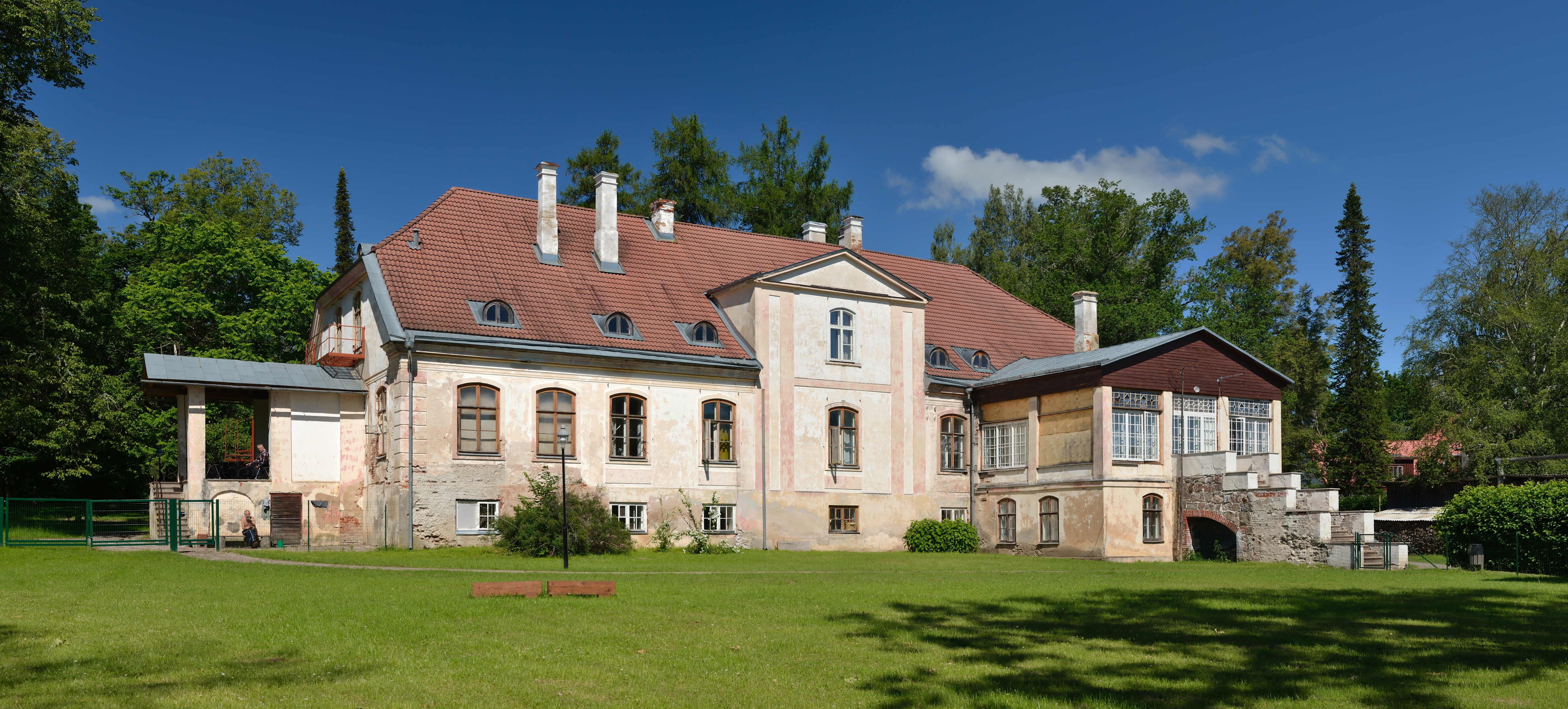
Мыза Хелленорм (Хелленурме)
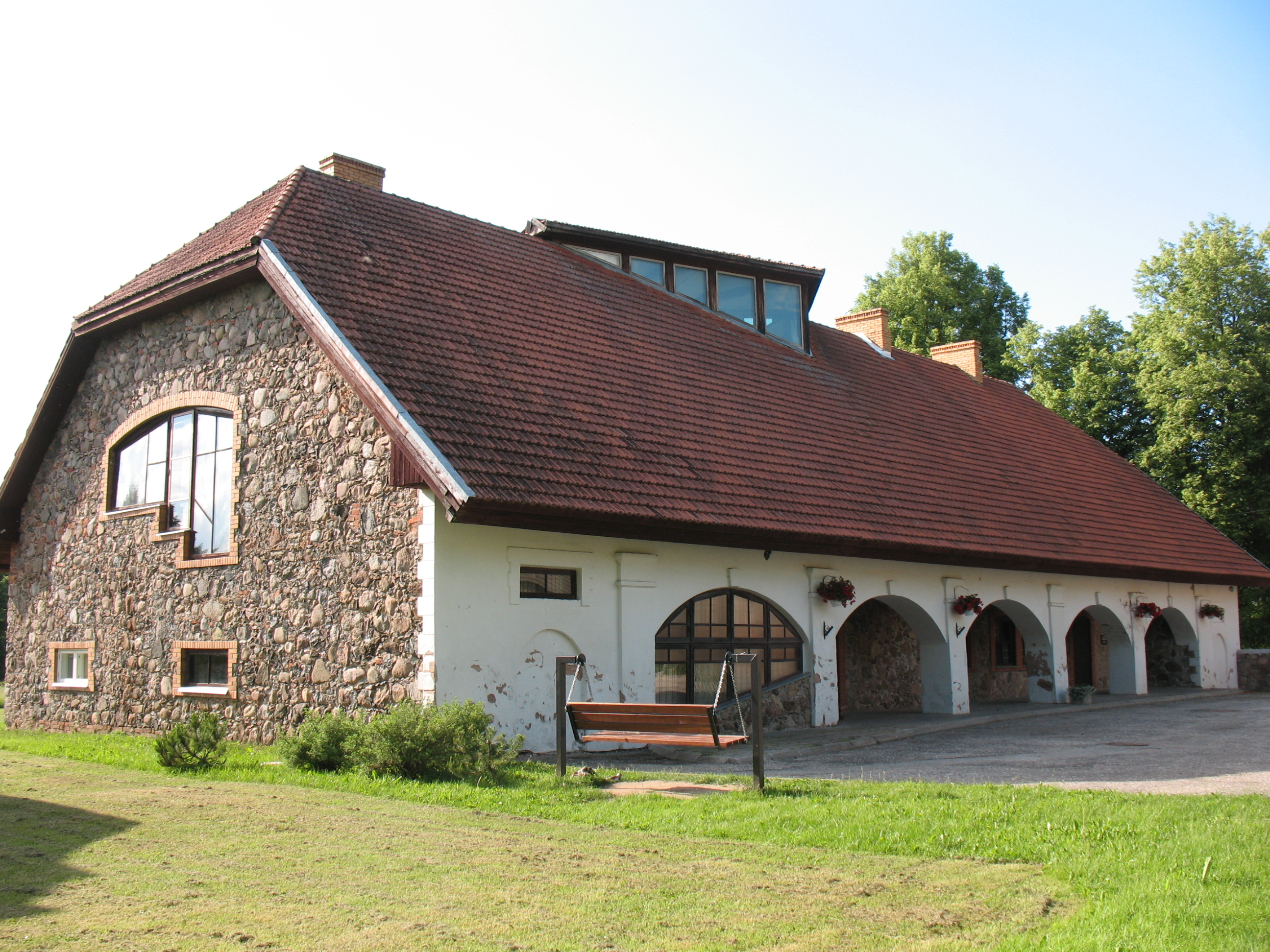
Амбар мызы Ранден (Ранну)
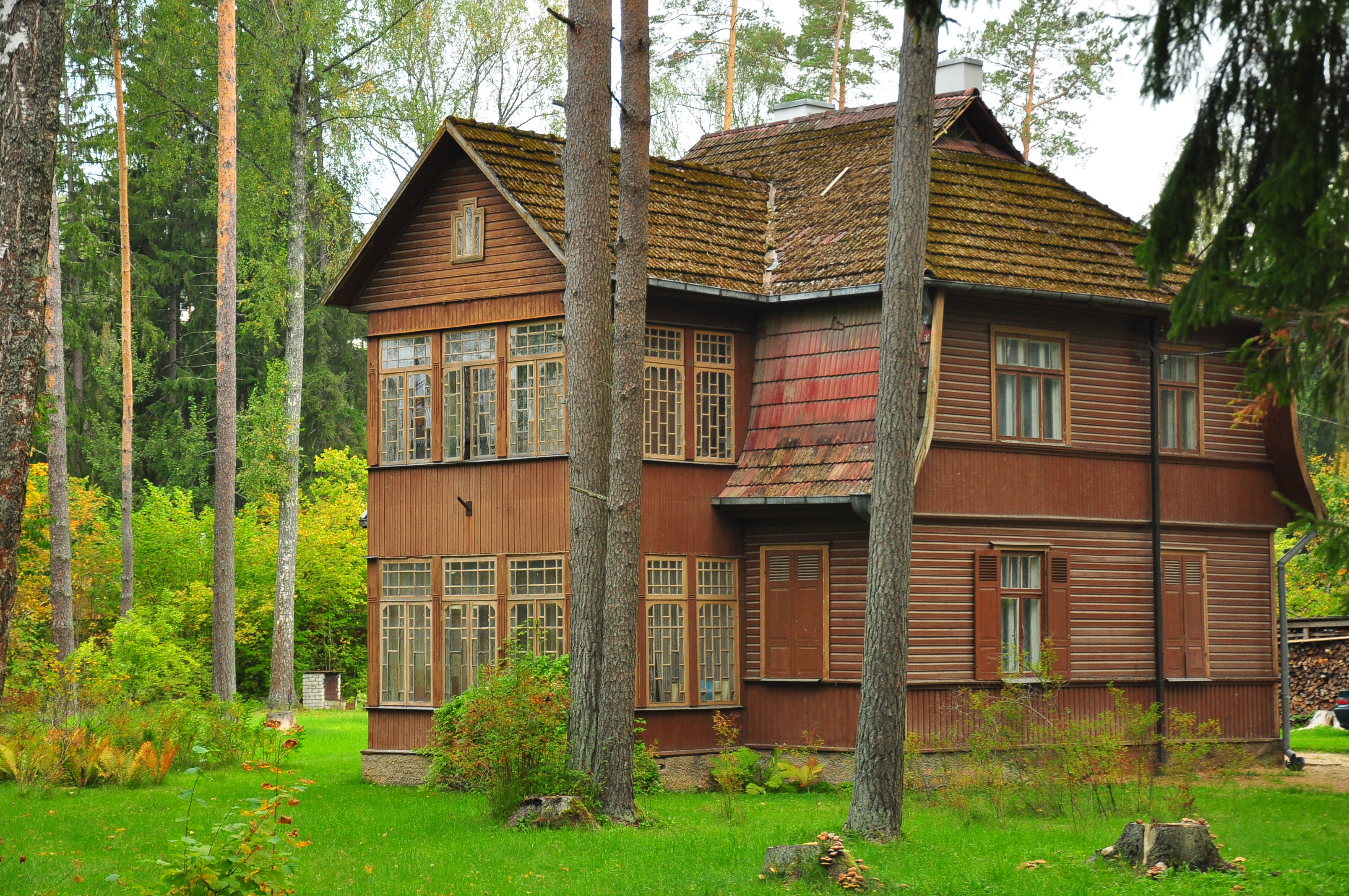
Жилой дом в Вапрамяэ, памятник культуры (1920—1930 годы)
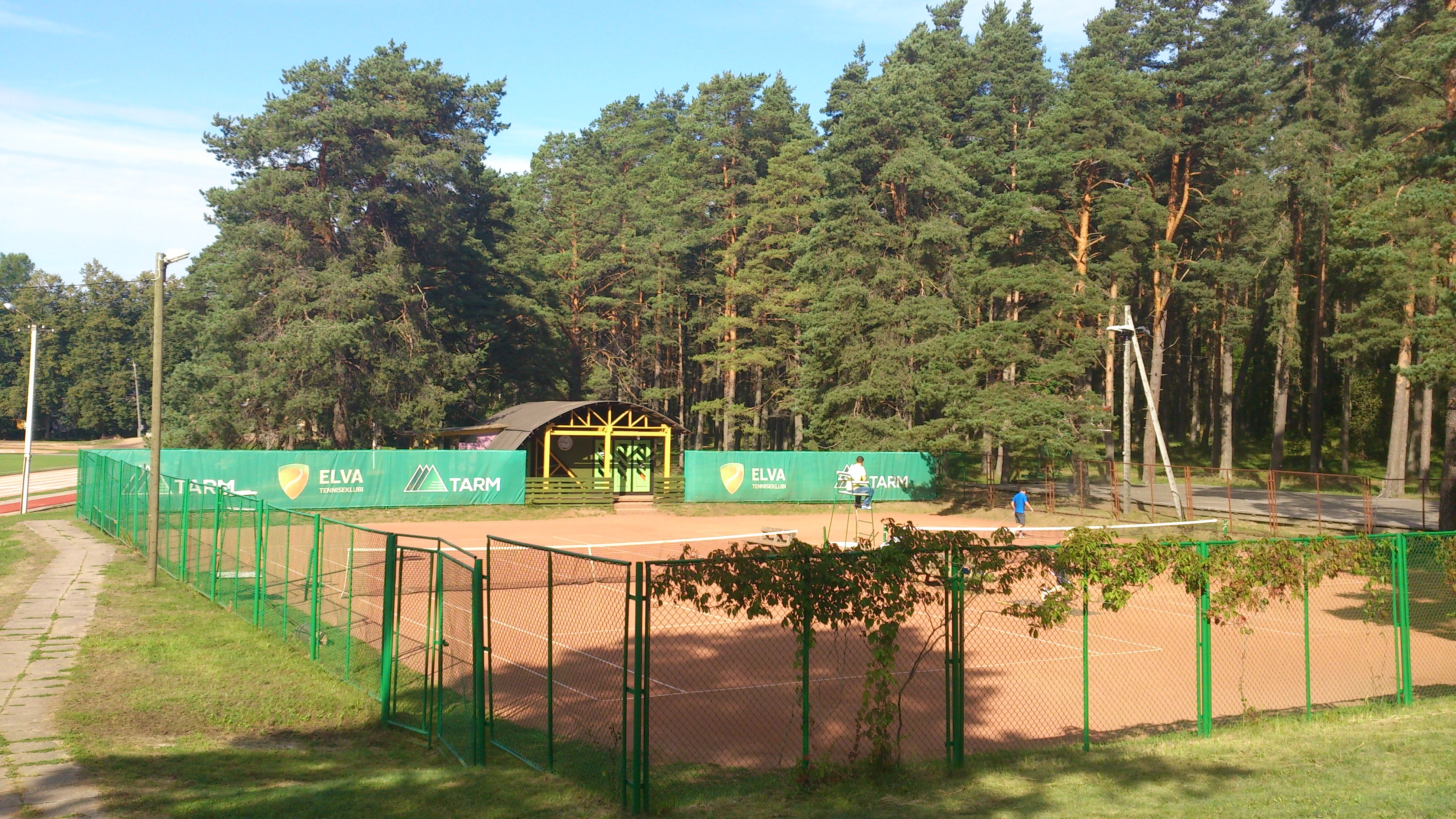
Теннисная площадка в городе Элва
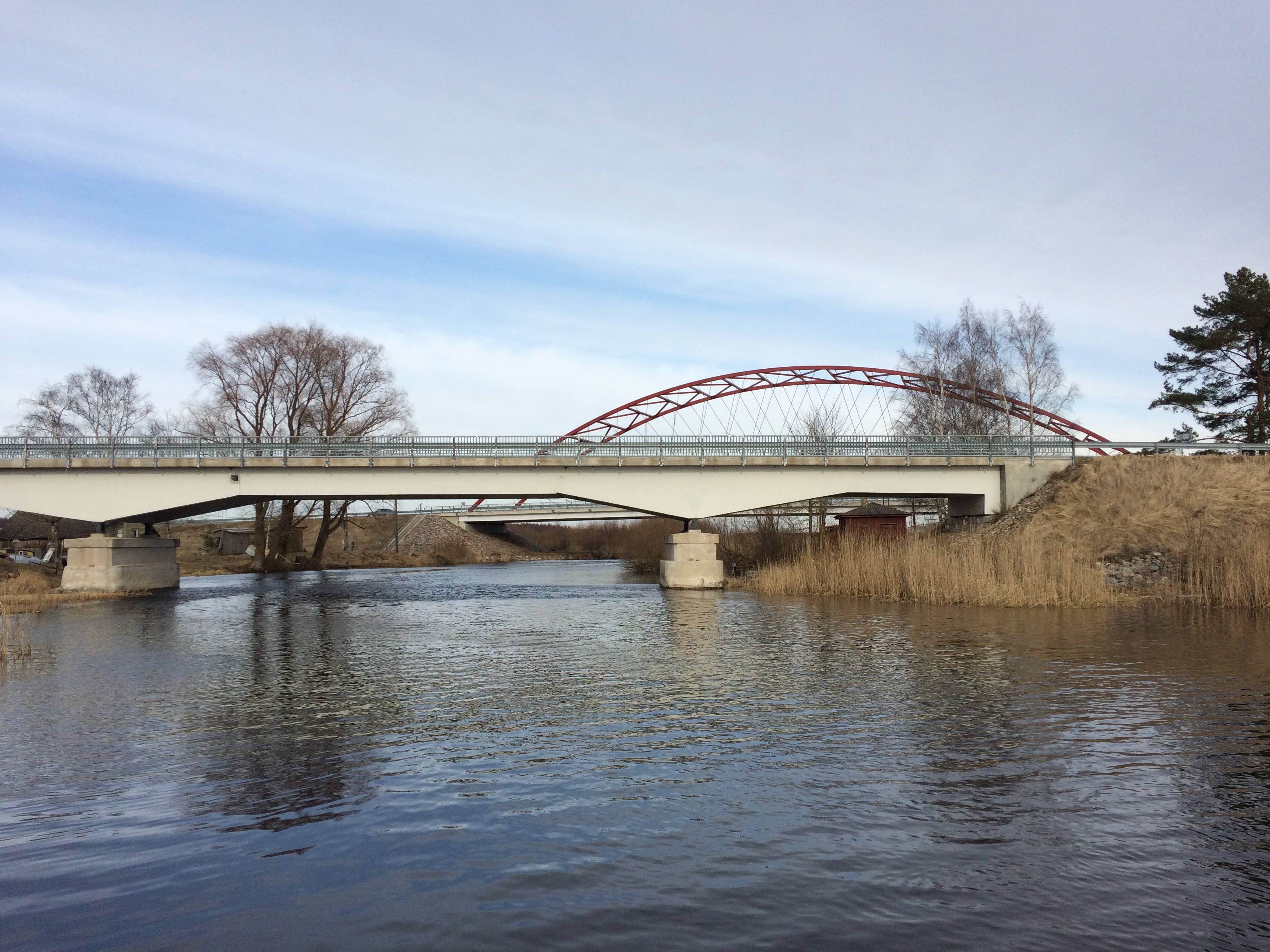
Мосты через реку Эмайыги у деревни Ранну
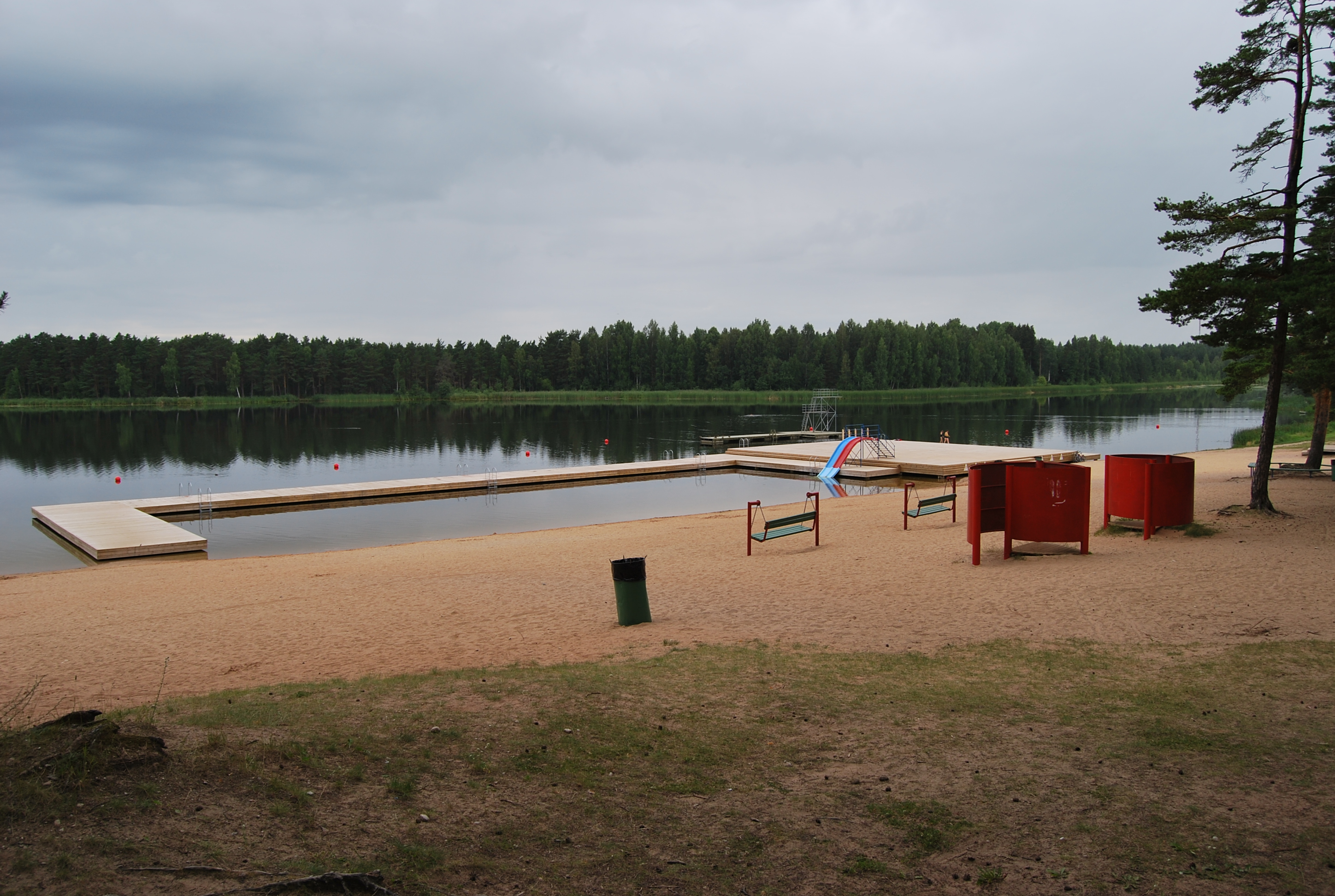
Пляж на озере Вереви

## Комментарии
1. ↑  Эстонские топонимы, оканчивающиеся на -а, в русском языке не склоняются[17], а род получают по родовому слову, например, деревне присваивается женский род, хотя в эстонском языке нет категории рода.